# Marquesado de Almendares
El marquesado de Almendares es un título nobiliario español, creado el 14 de diciembre de 1842 por Baldomero Espartero, como regente durante la minoría de edad de la reina Isabel II, con el vizcondado previo de Casa Herrera, en favor de Miguel Antonio de Herrera y O'Farril, Caballero de Santiago, Teniente Coronel del III Escuadrón Rural de Fernando VII, en la Isla de Cuba, en atención a los méritos contraídos en la construcción del Ferrocarril de La Habana.

## Marqueses de Almendares
|                                  | Titular                               | Periodo                |
| Creación por Isabel II           | Creación por Isabel II                | Creación por Isabel II |
| -------------------------------- | ------------------------------------- | ---------------------- |
| I                                | Miguel Antonio de Herrera y O'Farril  | 1842-1852              |
| II                               | Ignacio José de Herrera y O'Farril    | 1852-1884              |
| III                              | Ana María Valdés y Herrera            | 1910-1951              |
| Rehabilitación por Juan Carlos I |                                       |                        |
| IV                               | Serafina Diago y de Cárdenas          | 1984-1989              |
| V                                | Miguel Mariano Freyre y Gómez         | 1989-2018              |
| VI                               | María Elena de Cárdenas González      | 2018-2020              |
| VII                              | Luis Alfredo de la Vega y de Cárdenas | 2020-Actualidad        |

## Historia de los marqueses de Almendares
- Miguel Antonio de Herrera y O'Farril (m. La Habana, 19 de febrero de 1844), I marqués de Almendares, teniente coronel del Tercer Escuadrón Rural del rey Fernando VII.[3]  Era hijo de Ignacio de Herrera y Pedroso (baut. Catedral de La Habana, 3 de febrero de 1775-La Habana, 20 de abril de 1849) y de su primera esposa, María Teresa O'Farril y Herrera.[4]

Casó el 23 de octubre de 1817, en La Habana, con María Isabel Herrera y de la Barrera. Sin descendencia. Le sucedió su hermano.
- Ignacio de Herrera y O'Farril (m. 17 de julio de 1884), II marqués de Almendares, por Real Carta de Sucesión de 25 de noviembre de 1852,[6] Gentilhombre de Cámara de S.M., Gran Cruz de la Orden de Isabel la Católica y senador vitalicio desde 1864 hasta 1868.[7][3]

Casó en tres ocasiones. La primera con Serafína de Cárdenas y Béitia, la segunda vez con María Josefa, hermana de su primera esposa, y la tercera vez con María Loreto Bertemati y Aparicio. Una hija de su primer matrimonio, María Luisa de Herrera y Cárdenas se casó con Andrés Valdés y Chacón. Una hija de este matrimonio, por tanto, nieta del II marqués de Almendares, le sucedió en el título:
- Ana María Valdés y Herrera (baut. 3 de marzo de 1885-Marianao, 24 de agosto de 1951),[6] III marquesa de Almendares por Real Carta de Sucesión de 23 de noviembre de 1910.[8]

Título rehabilitado en 1984 por el rey Juan Carlos I
- Serafina Diago y de Cárdenas (La Habana, 1900-Coral Gables, 9 de noviembre de 1986),[9] IV marquesa de Almendares.[10]

Casó con Miguel Mariano Gómez y Arias, presidente de la República de Cuba, hijo de José Miguel Gómez y Gómez, también presidente de la República de Cuba. Le sucedió en 1989, su nieto, hijo de su hija Serafina Gómez Diago:
- Miguel Mariano Freyre y Gómez, V marqués de Almendares.[12] Desposeído del título. Le sucedió en 2018, en trámite de ejecución de sentencia:[13]

- María Elena de Cárdenas y González (La Habana, 5 de julio de 1919-2022), VI marquesa de Almendares,[13] IX marquesa de Campo Florido[14] y VIII marquesa de Bellavista.[15] Hija de Luis de Cárdenas y Cárdenas (n. La Habana, 5 de octubre de 1890) y de Águeda González.[16][17]   Los abuelos paternos de María Elena fueron María de Cárdenas Benítez y Guillermo de Cárdenas y Herrera (baut. La Habana, 15 de enero de 1862-La Habana, 21 de diciembre de 1909),[18] hijo de Luis de Cárdenas y Díaz de Oramas (baut. 22 de octubre de 1829) y de Serafina Elena Herrera y Cárdenas, hija de Ignacio de Herrera y O'Farril, II marqués de Almendares.[19]

Casó con Vicente de la Vega Elozúa. Le sucedió por cesión, en 2020, su hijo:
- Luis Alfredo de la Vega y de Cárdenas, VII marqués de Almendares.[20]